# Brda, Radovljica
Brda so naselje v Občini Radovljica.